# Бараников, Анатолий Иванович
Анатолий Иванович Бараников (24 июня 1946, с. Самбек Неклиновского района Ростовской области — 19 марта 2021) — российский учёный в области животноводства. Доктор сельскохозяйственных наук, профессор. Ректор Донского государственного аграрного университета (2002—2013). Заслуженный деятель науки Российской Федерации (2002).

## Биография
Анатолий Иванович Бараников родился 24 июня 1946 года в селе Самбек Неклиновского района Ростовской области в крестьянской семье. В 1974 году окончил Донской сельскохозяйственный институт по специальности «ветеринария». Продолжил обучение в аспирантуре института. С 1975 по 1978 год учился в очной аспирантуре на кафедре разведения и генетики сельскохозяйственных животных.
Место работы: младший научным сотрудником лаборатории мясного скотоводства, с 1978 года — старший научный сотрудник лейкозной лаборатории, с 1979 по 1985 год — начальник научно-исследовательского сектора ДСХИ (ДонГАУ). С 1984 года — старший преподаватель кафедры паразитологии ДонгАУ, с 1985 года — доцент.
В 1997 году защитил докторскую диссертацию на тему: «Продуктивные качества и биологические особенности специализированных типов свиней». Имеет учёную степень доктора сельскохозяйственных наук. С 1993 года — профессор, кафедры зоогигиены с основами ветеринарии.
С 1991 года — проректор по НИР, в 2002—2013 годах — ректор Донского государственного аграрного университета (ДонГАУ). В 2012 году стажировался в Санкт-Петербургской ветеринарной академии и в Ставропольском государственном аграрном университете.
Область научных интересов: зоотехника, технология производства продуктов животноводства.
Анатолий Иванович Бараников — автор более 500 научных публикаций, в том числе 25 монографий, 50 учебников и учебных пособий, 17 учебно-методических пособий, является руководитель научной школы ДонГАУ в области технологий производства продуктов животноводства, член редколлегий журналов «Сельские зори» и «Известия высших учебных заведений. Северо-Кавказский регион (естественные науки)».

## Награды и звания
- Заслуженный деятель науки Российской Федерации (2002)
- Орден Дружбы (2006)

## Труды
- Электрокардиография сельскохозяйственных животных. [Монография]. ДГАУ, 1995. 59 С.(в соавторстве).
- Практическое свиноводство. ДГАУ. 1995.63 С. (в соавторстве).
- Типологические особенности пищевой возбудимости и двигательной активности у свиней // Актуальные проблемы производства свинины: Тезисы докладов республиканской научно-практической конференция. 1995. С.85—86.
- Справочник животновода: Справочное пособие. Новочеркасск, 1997. 190 С. (в соавторстве).
- Сравнительная оценка активности некоторых ферментов сыворотки крови у подсвинков различных пород//Повышение продуктивности с.-х. животных: Сб. тр. /ДонСХИ. — Т. 13, вып.3., 1978. С. 78—80.